# 高島俊男
高島 俊男（たかしま としお、1937年〈昭和12年〉1月16日 - 2021年〈令和3年〉4月5日）は、日本の中国文学者、エッセイスト。兵庫県相生市出身。

## 学歴
- 1942年4月：兵庫県相生の那波（なば）幼稚園入園（黄組（きいぐみ））[2]
- 相生市立那波小学校、相生市立那波中学校、兵庫県立姫路東高等学校卒業[3]。
- 東京大学経済学部卒業。
- 東京大学文学部中国文学科卒業。
- 東京大学大学院人文科学研究科修了。

## 来歴
東京大学経済学部を卒業後、銀行に5年勤めたが、大学院人文科学研究科中国文学科に入り、前野直彬らの指導の下で学んだ。文革後の中国文学、唐詩、「水滸伝」などの研究が中心。
岡山大学助教授を務めていたが、1989年に辞職。以降は在野の研究者だが、1994年-1997年には愛知大学で非常勤講師として中国近現代文学を講義している。
1991年、『水滸伝』を論じた『水滸伝と日本人 江戸から昭和まで』で第5回大衆文学研究賞受賞。1995年、『本が好き、悪口言うのはもっと好き』で第11回講談社エッセイ賞。
『週刊文春』誌上で1995年5月4・11日号から2006年8月17・24日号まで11年にわたって「言葉の語源や、本来の正しい使い方、などについて」の連載エッセイ「お言葉ですが…」を連載した。連載最末期の部分は、文藝春秋が刊行を拒んだため、連合出版から刊行された。2007年、草思社の公式サイト「草思WEB」で「新・お言葉ですが…」を再開するが諸般の事情により10号で休載する。2008年1月からは文藝春秋の月刊誌『諸君!』に「退屈老人雑録」を連載していた（2009年6月号で「諸君!」が休刊したのに伴い、「退屈―」も18号で休載）。
2001年には夏目漱石が漢文で書いた旅行記「木屑録」を口語訳した『漱石の夏やすみ　房総紀行＜木屑録＞』で第52回読売文学賞随筆・紀行賞を受賞。
晩年は眼病を患い、執筆活動は口述筆記に頼るようになった。
2021年4月5日、心不全のため死去、84歳。2023年3月5日、相生市陸本町の駅南第二公園に高島の顕彰碑（揮毫は友人であった影山輝國・実践女子大学名誉教授）が設置された。碑文には「人とはちがふ道を歩く」と刻まれた。

## 人物
- 囲碁が趣味で、「お言葉ですが…」の連載中もたびたび囲碁の話題に触れていた。
- SF作家の野田昌宏は『水滸伝の世界』を読んで感嘆し、「この人はスペース・オペラの面白さがわかる人ではないか」と考えて手紙を出し、親しく文通していたことがある[7]。また、高島は『水滸伝と日本人』のあとがきで、母親が死んだ後、いきなり丸谷才一や野田を訪ねたことを書いている。

## 主張等
評論などで日本語、漢字、漢文訓読文について述べている。
- 「支那」という用語が使えなくなった経緯について調査し、『本が好き、悪口言うのはもっと好き』収録の「『支那』はわるいことばだろうか」にまとめ（詳細は「支那」参照）、チャイナを表す用語として使用するのは問題ないとしている[8]。
- 『漢字と日本人』において、「漢字は本来、シナ語を表記するための言葉であり、日本語を表記するのには適さない。もし中国の言語・文字が入ってこなければ日本語は健全に成熟し、いずれ、やまとことばに適した文字を生み出していたに違いない。それが、まったく違う言葉と文字の『侵入』によって、日本語は発育を阻止され、音だけでは意味が通じない、文字を見なければ伝達できない言葉ができあがってしまった」、「そのため、日本語本来のやまとことば（和語）を表記するのに漢字を使うのは不自然である。まして、やまとことばを漢字で表記する際に複数の漢字の候補がある場合、『どの漢字が正しいのか』と議論するなど滑稽きわまりない[9]」としている。ただし、上記の理由から、漢字なしでは論理的かつ効率的な文章を構成することもできないとして、漢字廃止論も否定している。また、単語や文章の意味が変わったり、不明になったりすることから、旧字体を新字体に置き換えることを批判している[10]。
- 白川静の漢字学について、白川と藤堂明保との論争を分析した『お言葉ですが…別巻3』において、白川の漢字学を「いたって程度の低いもの」と批判している。
- 『漱石の夏やすみ』において漱石の漢文作品「木屑録」を現代語訳し、今日でも使われている漢文の読み下し「漢文訓読文」は江戸末期に成立した日本語として半端なものであるとしている[11]。

中国史に関連して次のような主張をしている。
- 『中国の大盗賊』において、中国の民衆反乱を緻密に分析し[12]、盗賊による建国に付いて述べたエリック・ホブズボーム[13]の分析を基に「中国の王朝末期に起こる反乱軍は、多数の流民をひきつれた『盗賊』であり、その最終勝者が次の王朝を開く。前漢の劉邦は元祖盗賊皇帝というべき人物である。明の朱元璋もそうである。太平天国の乱の洪秀全は盗賊から成り上がって皇帝に即位したものの、ライバルの曽国藩に倒され失敗した皇帝である。そして盗賊の最後にしてキワメツケなのが毛沢東だ。毛沢東は過去の盗賊のやり方に多く習っている」と論じた。なお、同書でいう『盗賊』とは日本で言う盗人ではなく、ときには日本全土より大きな支配権を持った在野の武装組織の意である。高島は「盗賊が、行政文書作成に長けた知識人の参画[14]、運送業者・行商人の参加を得、職のない食えない農民をかき集め、略奪をしなくなり、彼ら彼女らを上手く食わせた人間が皇帝になる」と論じた。
- 『お言葉ですが―別巻2』に収録された論文「宋江実録」において、『水滸伝』作中の首領である宋江が実際に「方臘の乱平定戦に参加した」と史料にあるが、これは『水滸伝』を読んだ後世の文人によって加筆されたものであると論じている。

文芸作品について次のような評論をしている。
- 『メルヘン誕生』では、向田邦子の代表作『父の詫び状』の舞台となっている家庭環境が「戦前の標準的な家庭」として描かれていて、一般読者からもそう受け取られているが、実は非常にエリートの特殊なものであると論じている。
- 『しくじった皇帝たち』の後半で、幸田露伴後期の代表作とされる歴史小説『運命』を批判し「漢文の原作(『明史紀事本末』)をただ、漢文書き下し文で翻訳したのみであり、文学的な価値はない」とし、返す刀で露伴の文体を賞賛している著名人たちをも酷評している。
- 野口武彦の中国語版『忠臣蔵』を「言葉の使い方がおかしい」と指摘し[15]、「這一本所說的是。有一位諸侯。為一件鬥毆上特特送了性命。（この本が物語るのは、ある高位の諸侯が特上の暴力によって命を落としたお話である。）」[16]とすべきと主張した。
- 岩波文庫から1996年に刊行された『明治百話』（篠田鉱造著）について、森まゆみによる解説およびその書籍自体を批判している（森まゆみ・篠田鉱造の項目を参照）。

## 受賞
- 1991年（平成3年）第5回大衆文学研究賞 研究・考証部門（『水滸伝と日本人―江戸から昭和まで』）
- 1995年（平成7年）講談社エッセイ賞（『本が好き、悪口言うのはもっと好き』）[1]
- 2001年（平成13年）読売文学賞随筆・紀行賞（『漱石の夏やすみ』）[1]

## 著書

### 『お言葉ですが…』シリーズ
- 『お言葉ですが…』1996年 文藝春秋 ISBN 978-4163521107、1999年 文春文庫 ISBN 978-4167598020
- 『お言葉ですが…「それはさておき」の巻』1998年 文藝春秋 ISBN 978-4163537702
  - 改題『お言葉ですが…〈2〉「週刊文春」の怪』2001年 文春文庫 ISBN 978-4167598037
- 『お言葉ですが…〈3〉せがれの凋落』1999年 文藝春秋 ISBN 978-4163547404
  - 改題『お言葉ですが…〈3〉明治タレント教授』2002年 文春文庫 ISBN 978-4167598044
- 『お言葉ですが…〈4〉猿も休暇の巻』2000年 文藝春秋 ISBN 978-4163560007
  - 改題『お言葉ですが…〈4〉広辞苑の神話』2004年 文春文庫 ISBN 978-4167598051
- 『お言葉ですが…〈5〉キライなことば勢揃い』2001年 文藝春秋 ISBN 978-4163570907、2004年 文春文庫 ISBN 978-4167598068
- 『お言葉ですが…〈6〉イチレツランパン破裂して』2002年 文藝春秋 ISBN 978-4163581705、2005年 文春文庫 ISBN 978-4167598075）
- 『お言葉ですが…〈7〉漢字語源の筋ちがい』2003年 文藝春秋 ISBN 978-4163596006、2006年 文春文庫 ISBN 978-4167598082
- 『お言葉ですが…（8） 百年のことば』2004年 文藝春秋 ISBN 978-4163656908
  - 改題『お言葉ですが…〈8〉同期の桜』2007年 文春文庫 ISBN 978-4167598099』玉泉八州男、清水徹郎
- 『お言葉ですが…〈9〉芭蕉のガールフレンド』2005年 文藝春秋 ISBN 978-4163667508、2008年 文春文庫 ISBN 978-4167598105
- 『お言葉ですが…〈10〉ちょっとヘンだぞ四字熟語』2006年 文藝春秋 ISBN 978-4163679808、2009年 文春文庫 ISBN 978-4167598112
- 『お言葉ですが…第11巻』2006年 連合出版 ISBN 978-4897722146
  - 改題『「最後の」お言葉ですが…』2023年 ちくま文庫 ISBN 978-4480438638
- 『お言葉ですが…〈別巻1〉』2008年 連合出版 ISBN 978-4897722313
- 『お言葉ですが…〈別巻2〉』2009年 連合出版 ISBN 9784897722436。改訂版 2015年 ISBN 978-4897722894
- 『お言葉ですが…〈別巻3〉漢字検定のアホらしさ』2010年 連合出版 ISBN 978-4897722528。改訂版 2015年 ISBN 978-4897722924
- 『お言葉ですが…〈別巻4〉ことばと文字と文章と』2011年 連合出版 ISBN 978-4897722610
- 『お言葉ですが…〈別巻5〉漢字の慣用音って何だろう?』2012年 連合出版 ISBN 978-4897722689
- 『お言葉ですが…〈別巻6〉司馬さんの見た中国』2014年 連合出版 ISBN 978-4897722863
- 『お言葉ですが…〈別巻7〉本はおもしろければよい』2017年 連合出版 ISBN 978-4897722986
- 『「最後の」お言葉ですが…』2023年、ちくま文庫

### 上記以外の著作
- 『李白と杜甫―その行動と文學―』1972年 評論社 ISBN 978-4061592919 - 最初の著書
  - 『李白と杜甫』1997年 講談社学術文庫 ISBN 978-4061592919 - 改訂版
- 『声無き処に驚雷を聴く―「文化大革命」後の中国文学』1981年 日中出版 ISBN 978-4817510761
- 『文学の自立を求めて―今日の中国文学を読む』1983年 日中出版 ISBN 978-4817511133
- 『水滸伝の世界』1987年 大修館書店 ISBN 978-4469230444
  - 『水滸伝の世界』2001年 ちくま文庫 ISBN 978-4480036865
- 『中国の大盗賊　天下を狙った男たち』1989年 講談社現代新書 ISBN 978-4061489721
  - 『中国の大盗賊 完全版』2004年 講談社現代新書 ISBN 978-4061497467。初刊版で割愛された150枚分を増補
- 『独断！中国関係名著案内』1991年 東方書店 ISBN 978-4497903129
  - 『本と中国と日本人と』2004年 ちくま文庫 ISBN 978-4480039163。大幅に増補改訂し再刊
- 『水滸伝と日本人―江戸から昭和まで』1991年 大修館書店 ISBN 978-4469230765
  - 『水滸伝と日本人』2006年 ちくま文庫 ISBN 978-4480422743
- 『三国志［人物縦横談］』1994年 大修館書店 ISBN 978-4469230970　
  - 『三国志 きらめく群像』2000年 ちくま文庫 ISBN 978-4480036032
- 『本が好き、悪口言うのはもっと好き』1995年 大和書房 ISBN 9784479390336　
新版 1998年 文春文庫 ISBN 978-4167598013
新版 2018年 ちくま文庫 ISBN 978-4480435323
- 『ほめそやしたりクサしたり』1998年 大和書房 ISBN 978-4479390602
- 『寝言も本のはなし』1999年 大和書房 ISBN 978-4479390664
- 『水滸伝人物事典』1999年 講談社 ISBN 978-4062058889。編著
- 『メルヘン誕生―向田邦子をさがして』2000年 いそっぷ社 ISBN 978-4900963139
- 『漱石の夏やすみ―房総紀行「木屑録」』2000年 朔北社 ISBN 978-4931284487
  - 『漱石の夏やすみ』2007年 ちくま文庫 ISBN 978-4480423436
- 『漢字と日本人』2001年 文春新書 ISBN 978-4166601981
- 『座右の名文―ぼくの好きな十人の文章家』2007年 文春新書 ISBN 978-4166605705
- 『しくじった皇帝たち』2008年 ちくま文庫 ISBN 978-4480423993

「隋の煬帝」と「明の建文帝」の評伝（実は幸田露伴『運命』をこき下ろし）
- 『天下之記者―「奇人」山田一郎とその時代』2008年 文春新書 ISBN 978-4166606214
- 『漢字雑談』2013年 講談社現代新書 ISBN 978-4062882002
- 『漢字と日本語』2016年 講談社現代新書 ISBN 978-4062883672